# Marco Goecke
Œuvres principales
Blushing, Thin Skin
Marco Goecke (né le 12 avril 1972 à Wuppertal) est un chorégraphe allemand.

## Biographie
Marco Goecke fait ses études à l'Académie de Ballet de la Fondation Heinz-Bosl à Munich puis au Conservatoire royal de La Haye, dont il sort diplômé en 1995. Il est ensuite engagé par le Deutsche Staatsoper de Berlin et le Théâtre Hagen (de).
En 2000, Goecke crée sa première chorégraphie intitulée «Trou (Loch)» au Théâtre Hagen. 
Il réalise ensuite plusieurs chorégraphies (Chics, demigods, Ickyucky) pour la société Noverre, avec des danseurs du Ballet de Stuttgart. 
En juillet 2003, Goecke reçoit le prix Dom Perignon à Hambourg pour sa chorégraphie Blushing (rougissement), avec le Ballet de Stuttgart. 
Avec la saison 2005/2006, Marco Goecke devient chorégraphe résident du Ballet de Stuttgart. Sa première création dans cette fonction est créée en décembre 2006, il s'agit de  "Casse-Noisette", qui sera ultérieurement filmé pour le ZDFtheaterkanal.
De 2006 à 2012 Goecke est le chorégraphe résident du Scapino Ballet Rotterdam, avant d'être celui du Nederlands Dans Theater pour la saison 2013/14. Depuis 2019, il était directeur du ballet du Staatstheater Hanovre.

## Controverses
Le 11 février 2023, en marge d'une représentation d'un ballet à l'Opéra de Hanovre, Marco Goecke agresse une journaliste en lui étalant des excréments canins sur le visage. Le 16 février, il a été démis de ses fonctions de directeur de ballet par le Staatstheater Hanovre.

## Chorégraphies
2000
- Loch, Theater Hagen (2000. musique : Schubert, Mozart)

2001
- Chicks, Stuttgarter Ballett/Noverre-Gesellschaft (2001. musique : Nirvana, Pēteris Vasks, J.S. Bach)

2002
- Demigods, Stuttgarter Ballett/Noverre-Gesellschaft (2002. musique : Tori Amos, Garbage, Michael Jüllich (de))

2003
- Blushing, Hamburger Ballett (2003. musique : Tom Waits, The Cramps, Ho Road)
- Ring them Bells, Stuttgarter Ballett (2003. musique : Kander/Ebb)

2004
- Mopey, Peter Boal and Company, NY (2004, Solo. musique : C.P.E. Bach, The Cramps)
- Ickyucky, Stuttgarter Ballett/Noverre-Gesellschaft (2004. musique : Patti Smith, Jimi Hendrix)

2005
- Sweet Sweet Sweet, Stuttgarter Ballett (2005. musique : Konzept von Marco Goecke, Herbert Schnarr)
- Äffi, Internationale ARDT Ballettgala, Arnhem (2005. Solo. musique : Johnny Cash)
- Beautiful Freak, Hamburg Ballett (2005. musique : Chet Baker, Michael Jüllich (de))
- Der Rest ist Schweigen, Scapino Ballet Rotterdam (2005. musique : Stephen Foster)

2006
- Alles, Staatstheater Braunschweig (2006. texte : Ingeborg Bachmann)
- Viciouswishes, Stuttgarter Ballett (2006. musique : Steve Reich, György Ligeti)
- Nussknacker, Stuttgarter Ballett (2006. musique : P. Tchaïkovski, Mahalia Jackson)

2007
- Sonett, Leipziger Ballett (2007. musique : Robert Johnson, Henry Purcell, John Dowland, texte: William Shakespeare)
- Bravo Charlie, Scapino Ballet Rotterdam (2007. musique : Keith Jarrett)

2008
- Alben, Stuttgarter Ballett (2008. musique : Ludwig van Beethoven, Miles Davis)
- Suite Suite Suite, Leipziger Ballett (2008. musique : J.S. Bach)
- Whiteout, Les Ballets de Monte Carlo (2008. musique : Bob Dylan)
- Nichts, Nederlands Dans Theater II (2008. musique : Keith Jarrett, Jimi Hendrix)

2009
- Supernova, Scapino Ballet Rotterdam (2009. musique : Pierre Louis Garcia-Leccia, Antony & the Johnsons, Fabian Smit)
- Fancy Goods, Stuttgarter Ballett (2009, Solo. musique : Sarah Vaughan)
- Fur, Norwegisches Nationalballett Oslo (2009. musique : Keith Jarrett)
- Le Chant du Rossignol, Leipziger Ballett (2009. musique : Igor Stravinsky)
- Tué, Les Ballets de Monte Carlo (2009, Solo. musique : Barbara)
- Spectre de la Rose, Les Ballets de Monte Carlo (2009. musique : Carl Maria von Weber)

2010
- Pierrot Lunaire, Scapino Ballet Rotterdam (2010. musique : Arnold Schönberg)
- Orlando, Stuttgarter Ballett (2010, musique : Michael Tippett, Philip Glass)
- Vuurvogel Pas de deux, Scapino Ballet für Nederlandse Dansdagen Maastricht (2010. musique : Igor Stravinsky).
- For Sascha, New York Choreographic Institute NY (2010)

2011
- Songs for Drella, Scapino Ballet Rotterdam (2011, Chorégraphie d'Ed Wubbe und Marco Goecke. musique : John Cale, Lou Reed, Jimmy Smith, Charles Mingus)
- Place a Chill, Pacific Northwest Ballet Seattle (2011. musique : Camille Saint-Saens)
- Dearest Earthly Friend, Les Ballets de Monte-Carlo (2011. musique : György Ligeti)
- In sensu, Stuttgarter Ballett (2011, Solo. musique : Antonio Vivaldi)

2012
- Garbo Laughs, Nederlands Dans Theater (2012. musique : György Ligeti, Ray Charles)
- Black Breath, Stuttgarter Ballett (2012. musique : György Ligeti, Bonnie "Prince" Billy)
- And the Sky on That Cloudy Old Day, Staatsballett Berlin (2012. musique : John Adams)
- Dancer in the Dark, Stuttgarter Ballett/Schauspiel Stuttgart (2012, Chorégraphie de Marco Goecke et Louis Stiens)
- Nap, Stuttgarter Ballett (2012. Solo. musique : Sinéad O’Connor)

2013
- I Found A Fox, Gauthier Dance (2013, Solo. musique : Kate Bush)
- Peekaboo, São Paulo Companhia de Dança beim Movimentos Festival Wolfsburg (2013. musique : Benjamin Britten, Finnische Chormusique)
- On Velvet, Stuttgarter Ballett (2013. musique : Johannes Maria Staud, Edward Elgar)
- I found A Fox II, Gauthier Dance (2013, Solo. musique : Kate Bush)

2014
- Hello Earth, Nederlands Dans Theater (musique : Benjamin Britten, Diamanda Galás)
- Deer Vision, Ballett Zürich (musique : Chris Haigh, Rob Silverman, Arnold Schönberg)
- Sigh, Les Ballets de Monte-Carlo (musique : Bonnie "Prince" Billy)

2015
- Thin Skin, Nederlands Dans Theater 1 (musique : Patti Smith, Keith Jarrett)
- Cry Boy, Ballett des Gärtnerplatztheaters München (Solo. musique : The Cure)
- Le Chant du Rossignol (Neufassung), Stuttgarter Ballett (musique : Igor Stravinsky)
- Black Swan, Pas de deux und Valse, Académie Princesse Grace Monte Carlo (musique : Lac des Cygnes)
- All Long Dem Day, Staatliche Ballettschule Berlin (musique: Nina Simone)

2016
- Lucid Dream, Stuttgarter Ballett (musique : Gustav Mahler)
- Woke Up Blind, Nederlands Dans Theater 1 (musique : Jeff Buckley)
- A Spell on You, John-Cranko-Schule Stuttgart (musique : Nina Simone)
- Nijinsky, Gauthier Dance, Stuttgart (musique : Frédéric Chopin, ...)

2019
- Dogs Sleep, Ballet de l'Opéra national de Paris (musique : Tōru Takemitsu, Maurice Ravel, Claude Debussy et Sarah Vaughan)

## Distinctions
- 2003 : Prix Dom Perignon
- 2005 : Cultural Prize Baden-Württemberg (Prix)
- 2006 : Prix Nijinski
- 2007 : Casse-Noisette nommé pour le Prix allemand Théâtre Der Faust
- 2012 : Garbo rires nommé pour le prix de la danse néerlandaise Zwaan
- 2014 : Le velours nommé pour le Prix Théâtre allemand Der Faust
- 2014 : nommé pour le Taglioni - Prix européen de ballet
- 2015 : chorégraphe de l'année

## Filmographie
- Manon Lichtveld, Bas Westerhof, A Fleur de peau, 2016, 52 min.